# Иванов, Курбат Афанасьевич
Курба́т Афана́сьевич Ивано́в (ум. 1667) — русский землепроходец, тобольский казак, первый русский, достигший озера Байкал. Составитель первой карты Дальнего Востока по данным, собранным атаманом И. Ю. Москвитиным.
В 1643 году возглавил отряд казаков из Верхоленского острога, который выступил в направлении озера Байкал, вести о котором, со слов коренных жителей, уже распространились в казацкой среде. Как свидетельствуют архивные документы, отряд Иванова поднялся вверх по Лене и её притоку Иликте, перевалил через Приморский хребет и по руслу реки Сармы 2 июля вышел Косой степью к берегу озера напротив острова Ольхон. Уже на месте Иванов оценил Байкал с экономической и стратегической точки зрения.
2 апреля 1643 г. из Верхоленского Братского острога вышел на лыжах крупный карательный отряд. Численностью в семьдесят четыре человека, во главе с Курбатом Ивановым и Василием Горемыкиным. Сегодня трудно сказать, была выбранная русскими тактика осознанной или вынужденной. Во всяком случае, дело вышло так — сперва служилые совершили набег на один из улусов бурят-эхэритов, которых возглавлял мятежный Куржум. Им удалось захватить скот и пленников. После этого русские отступили, но устроили засеку (как ранее поступил Пётр Бекетов) и укрылись за ней. Через одиннадцать дней объединённые силы нескольких бурятских родов (эхэритов и булагатов) численностью около шестисот человек пошли на приступ и… потерпели сокрушительное поражение. «И тех брацких людей на приступе и на побеге многих побили, а иных многих переранили и копья и луки и саадаки и шеломы многие з голов отбили».
Далее, 21 июня того же года Курбат Иванов отправился к Байкалу, где встретил хоринцев и батулинцев, которые, не оказав сопротивления, обещали заплатить ясак осенью. 14 сентября отряд Иванова, построив суда, переправляется на остров Ольхон, где хоринцы, отказавшись платить ясак, напали на русских, но были разбиты. Осенью Иванов отправляет тунгусов к готолам, живущим на Иде, с требованием оплаты ясака. Князец готолов Толгой ясак платить отказался, а с теми же посланцами велел передать: «придут де служивые люди к нам по ясак, и мы де служивых людей побьем, а вас де тынгусов в котле сварим».

Курбат Иванов внимательно выслушал тунгусов и пришёл к бурятам сам. Далее события развивались по типичному сценарию. Улус Тоглоя, выставившего против русских около 200 воинов, был разгромлен, сам он раненым был взят в плен, а три его сына погибли в бою. Русские захватили около 70 женщин и детей, большое количество скота и другого имущества, но на обратном пути готолы напали на них. Снова состоялся бой, и снова готолы были разбиты. В результате, им пришлось заплатить ясак и выкуп за пленных, для чего приехать на поклон в Верхоленский острог.
Позже русские обосновались в Предбайкалье окончательно, построив Иркутский острог.
В 1659—1665 годах Иванов служил в Анадырском остроге. Весной 1660 года во главе группы анадырских промышленников совершил плаванье от Анадырской губы до Чукотского мыса. В 1665 году составил первую карту Анадырского залива. Служил также в низовьях Лены в Жиганске.
Иванов сумел из рядовых казаков дослужиться до пятидесятника, а затем получить дворянство. Однако в 1666—1667 годах он не уберёг царскую казну из пушнины, за что был приговорён к тюрьме. По дороге к месту заключения Иванов скончался.